# Ramón Blanco, Hầu tước thứ 1 xứ Peña Plata
Ramón Blanco Erenas Riera y Polo, Hầu tước thứ 1 xứ Peña Plata (15 tháng 9 năm 1833 – 4 tháng 4 năm 1906) là chuẩn tướng và nhà quản lý thuộc địa người Tây Ban Nha. Ông quê ở San Sebastián, sau sang Caribe vào năm 1858 cai trị thuộc địa Cuba và Santo Domingo. Năm 1861, ông trở về Tây Ban Nha rồi được phái sang Philippines (1866–1871).
Về sau ông quay lại Tây Ban Nha và tham gia Chiến tranh Carlist thứ ba, nhờ lập chiến công mà được thăng làm chuẩn tướng.  Ông từng làm Tổng đốc Navarre sau khi tham gia chiến dịch tấn công năm 1876 tại thung lũng Baztan; nhờ vậy được phong tước Hầu tước đúng vào lúc này.  Tháng 4 năm 1879, ông được cử đến Cuba làm Thống đốc và dính líu đến cuộc Chiến tranh Nhỏ. Tháng 11 năm 1881, ông trở về Tây Ban Nha nhậm chức Tổng đốc Catalonia và Extremadura.

## Toàn quyền Philippines (1893–1896)
Vào năm 1893, Antonio Cánovas del Castillo đã cử Ramón Blanco đến Philippines rồi ở lại đây cho đến ngày 13 tháng 12 năm 1896. Điện được đưa vào Manila trong năm 1893. Năm 1895, tại Triển lãm Philippines năm 1895, Blanco tuyên bố rằng một tương lai rực rỡ đã được định sẵn cho quần đảo này.  Blanco buộc phải đối mặt với phong trào độc lập do tổ chức Katipunan lãnh đạo. Nhìn chung, ông theo đuổi lập trường hòa giải, cố gắng cải thiện hình ảnh của Tây Ban Nha trước dư luận quốc tế.  Tuy vậy, ông vẫn đặt 8 tỉnh dưới tình trạng thiết quân luật, bao gồm Manila, Bulacan, Cavite, Pampanga, Tarlac, Laguna, Batangas và Nueva Ecija. Về sau, tám tỉnh này được đại diện bằng tám tia sáng trên mặt trời trong quốc kỳ Philippines. Những vụ bắt giữ và thẩm vấn trở nên gay gắt hơn, và nhiều người Philippines đã thiệt mạng do bị tra tấn.
Khi cuộc cách mạng bùng nổ, một nhân vật nổi bật là José Rizal đang sống lưu vong chính trị ở Dapitan và vừa tình nguyện làm bác sĩ tại Cuba, nơi cũng đang diễn ra một cuộc cách mạng tương tự. Blanco cho phép Rizal, vốn muốn tách mình khỏi Cách mạng Philippines, sang Cuba chăm sóc các nạn nhân mắc bệnh sốt vàng da. Tuy nhiên, Rizal đã bị bắt trên đường khởi hành. Blanco đành chịu thua vì ông bị buộc rời chức Toàn quyền vào ngày 13 tháng 12. Viên Toàn quyền này còn phải chịu sự công kích từ phe bảo thủ (trong đó có cả nhóm gọi là frailocracia—giới tu sĩ Dòng Đa Minh có quyền lực lớn hơn cả chính quyền dân sự) vì ông bị cho là quá hòa giải với người Philippines đang đấu tranh đòi độc lập; bọn họ bèn gửi đơn khiếu nại lên Madrid. Trong Trận Binakayan–Dalahican Blanco chịu thất bại nặng nề nhất trước lực lượng cách mạng do Santiago Alvarez và Emilio Aguinaldo chỉ huy. Sau đó, Blanco bị Camilo Polavieja (cai trị năm 1896–1897) thay thế làm Toàn quyền tiếp theo.
Rizal bị hành quyết vào ngày 30 tháng 12, vụ việc khiến Blanco phải lên tiếng phản đối. Về sau, để bày tỏ sự xin lỗi, Blanco đã trao lại dải băng và thanh kiếm của mình cho gia đình Rizal. Blanco từng được các nhân vật theo khuynh hướng tự do, như Ramiro de Maeztu, lên tiếng bảo vệ. Trong một bài viết đề ngày 24 tháng 7 năm 1898, Maeztu viết: "Nhưng... Blanco, người ở Philippines, trước ý kiến của Hội đồng Chỉ huy và những nhà báo danh tiếng và cao quý nhất, vẫn giữ quân của mình trong thủ đô suốt một thời gian dài, cho rằng giữ vững vị trí một cách thận trọng thì tốt hơn là một cái chết vinh quang nhưng vô ích..."

## Thống đốc Cuba (1897–1898)

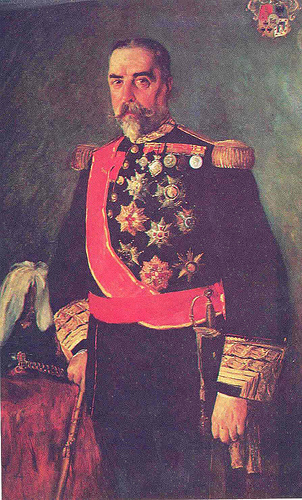
Chân dung Toàn quyền Philippines Ramón Blanco y Erenas của họa sĩ người Philippines Juan Luna.

Tuy nhiên, danh tiếng là một người ôn hòa của Blanco đã khiến chính phủ dưới quyền Práxedes Mateo Sagasta cử ông sang Cuba, rồi thay bằng Valeriano Weyler, một nhân vật nổi tiếng cứng rắn và gây tranh cãi, làm Thống đốc Cuba.  Vào cuối năm 1897, Weyler đã di dời hơn 300.000 người Cuba vào các "trại tập trung," nhưng không đảm bảo được điều kiện sống cho họ. Kết quả là, những trại này trở thành ổ dịch bệnh và đói khát khiến hàng trăm nghìn người đã thiệt mạng.
Blanco buộc phải đảo ngược chính sách hà khắc của Weyler đối với người dân Cuba, đồng thời vẫn phải bảo vệ hòn đảo sau khi Chiến tranh Mỹ – Tây Ban Nha bùng nổ. Sau vụ tàu chiến Mỹ Maine bị đánh chìm vào ngày 15 tháng 2 năm 1898, Charles Dwight Sigsbee đã viết rằng "Nhiều sĩ quan Tây Ban Nha, bao gồm cả đại diện của Tướng Blanco, đã đến với chúng tôi để bày tỏ sự cảm thông". Trong một bức điện tín, Bộ trưởng Thuộc địa Tây Ban Nha, Segismundo Moret, đã khuyên Blanco "Hãy thu thập mọi bằng chứng có thể để chứng minh thảm họa của tàu Maine không thể bị quy trách nhiệm cho chúng ta". Blanco cũng đề xuất một cuộc điều tra chung giữa Tây Ban Nha và Hoa Kỳ về vụ chìm tàu Maine.
Ngày 5 tháng 3 năm 1898, Blanco đề nghị với Máximo Gómez, Tổng tư lệnh quân đội Cuba, rằng ông và binh lính Cuba hãy cùng liên minh với quân đội Tây Ban Nha để chống lại Hoa Kỳ trong bối cảnh Chiến tranh Mỹ – Tây Ban Nha đang đến gần. Blanco kêu gọi dựa trên di sản chung giữa người Cuba và người Tây Ban Nha, đồng thời hứa sẽ trao quyền tự trị cho hòn đảo nếu người Cuba giúp Tây Ban Nha chống lại người Mỹ. Blanco tuyên bố: "Với tư cách là người Tây Ban Nha và người Cuba, chúng ta đang đối đầu với những kẻ ngoại bang khác chủng tộc, mang bản chất tham lam... Giờ phút tối cao đã đến – thời khắc chúng ta cần quên đi những bất đồng trong quá khứ, và đoàn kết, người Tây Ban Nha và người Cuba, để bảo vệ chính mình, đẩy lùi kẻ xâm lược. Tây Ban Nha sẽ không bao giờ quên sự giúp đỡ cao quý của những người con Cuba, và một khi kẻ thù ngoại bang bị quét khỏi hòn đảo, Tây Ban Nha, như một người mẹ đầy yêu thương, sẽ ôm lấy trong vòng tay mình một người con gái mới của các quốc gia thuộc Tân Thế Giới – người nói cùng một ngôn ngữ, cùng đức tin, và cùng dòng máu Tây Ban Nha cao quý đang chảy trong huyết quản của mình". Dù vậy, Gómez đã từ chối tham gia vào kế hoạch của Blanco.
Blanco tin rằng thà chiến đấu còn hơn đầu hàng người Mỹ. Ông đã ra lệnh cho Đô đốc Pascual Cervera y Topete phá vòng phong tỏa của Mỹ, dẫn đến Trận hải chiến Santiago de Cuba. Trong thời gian Blanco làm Thống đốc Cuba, hài cốt của Christopher Columbus đã được di chuyển trở lại Nhà thờ chính tòa Seville ở Tây Ban Nha, nơi chúng được đặt trên một bệ quan tài catafalque. Sau khi Chiến tranh Mỹ – Tây Ban Nha kết thúc, Blanco trở về Tây Ban Nha sinh sống cho đến khi qua đời tại Madrid vào ngày 4 tháng 4 năm 1906.

## Vinh danh
- Huân chương Thập tự Đại quân công, 1874 (Tây Ban Nha)[13]
- Huân chương Đại bàng đỏ, 4 tháng 1 năm 1886 (Vương quốc Phổ)[14]

## Ảnh hưởng văn hóa
Ramón Blanco được thể hiện qua các vai diễn trong điện ảnh Philippines như sau:
- Được Allan Perez thủ vai trong bộ phim El Presidente (2012).
- Được Bon Vibar thủ vai trong bộ phim José Rizal (1998) và trong bộ phim Bonifacio: Ang Unang Pangulo (2014).